# Élection présidentielle seychelloise de 2006
L'élection présidentielle seychelloise de 2006 a lieu du 29 au 30 juillet 2006 afin d'élire le président de la république des Seychelles pour un mandat de cinq ans.
Il s'agit de la quatrième élection depuis la restauration du multipartisme avec la promulgation de la Constitution de 1993 et la première depuis la démission de France-Albert René en 2004, où il est remplacé par son vice-président James Michel.
James Michel remporte le scrutin avec 53,74 % face à l'adversaire historique de l'opposition Wavel Ramkalawan, le candidat du Parti national des Seychelles (SNP), qui récolte 45,71 %.

## Contexte
L'élection présidentielle précédente de 2001 voit la victoire du président sortant France-Albert René avec 54,19 % des voix. À la tête du pays depuis le coup d'État de 1977, France-Albert René est réélu pour un cinquième mandat, le troisième depuis la restauration du multipartisme avec l'entrée en vigueur de la Troisième République en 1993. France-Albert René n'achève pas son mandat constitutionnel en remettant sa démission le 14 juillet 2004, soit deux ans avant son terme. Il transfère alors le pouvoir à son vice-président James Michel.

## Système électoral

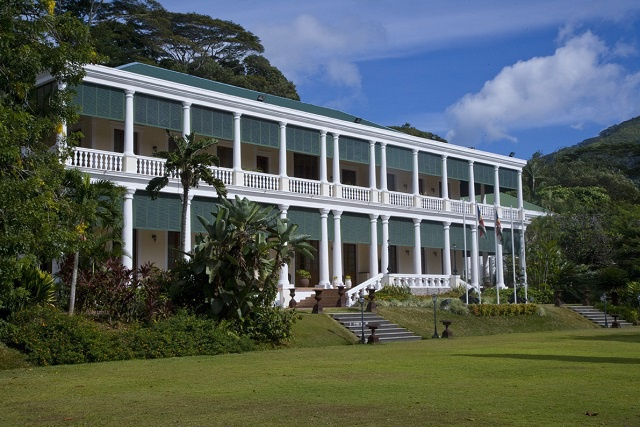
State House, la résidence officielle du président seychellois.

Le président de la République est élu au scrutin uninominal majoritaire à deux tours pour un mandat de cinq ans. Si aucun candidat ne remporte la majorité absolue au premier tour, un second est organisé entre les deux candidats arrivés en tête, et le candidat réunissant le plus de suffrages est déclaré élu. Chaque candidat à la présidence se présente avec un colistier, candidat à la vice-présidence,.

## Résultats
| Candidats colistier      | Candidats colistier               | Partis                   | Premier tour | Premier tour |
| Candidats colistier      | Candidats colistier               | Partis                   | Voix         | %            |
| ------------------------ | --------------------------------- | ------------------------ | ------------ | ------------ |
|                          | James Michel Joseph Belmont       | SPPF                     | 30 119       | 53,74        |
|                          | Wavel Ramkalawan Annette Georges  | SNP                      | 25 626       | 45,71        |
|                          | Philippe Boullé (en) Henry Naiken | Ind.                     | 314          | 0,56         |
|                          |                                   |                          |              |              |
| Votes valides            | Votes valides                     | Votes valides            | 56 059       | 98,72        |
| Votes blancs et nuls     | Votes blancs et nuls              | Votes blancs et nuls     | 728          | 1,28         |
| Total                    | Total                             | Total                    | 56 787       | 100          |
| Abstention               | Abstention                        | Abstention               | 7 239        | 11,31        |
| Inscrits / participation | Inscrits / participation          | Inscrits / participation | 64 026       | 88,69        |

## Analyse et conséquences

Résultats par districts.

James Michel remporte le scrutin au premier tour avec 53,79 % des voix, obtenant quelques suffrages de plus que son prédécesseur Francis-Albert René. Pour sa troisième tentative, Wavel Ramkalawan obtient 45,71 % des voix et améliore son score par rapport à 2001. Philippe Boullé ne récolte que seulement 314 voix, en perdant 100 par rapport à 2001. La participation est massive, atteignant 88,69 % des inscrits.
Dans son discours de victoire, Michel appelle à l'unité nationale et promet d'être le président de tous les Seychellois. Ramkalawan accepte les résultats, tout en invitant le président élu à respecter ses engagements de gouverner équitablement. Boullé reconnaît la difficulté de se présenter en tant qu'indépendant, tout en saluant l'engagement démocratique. L'élection est jugée libre et équitable par les observateurs internationaux.